# Dioumouon
Dioumouon est une localité du département de Guéguéré, dans la province d’Ioba (région du Sud-Ouest) au Burkina Faso. En 2006, cette localité comptait 1 549 habitants dont 49.2% de femmes.